# Dálniční křižovatka Holledau
Autobahndreieck Holledau (zkráceně též Dreieck Holledau; zkratka AD Holledau) je křižovatka dvou německých dálnic, nacházející se ve spolkové zemi Bavorsko u města Pfaffenhofen an der Ilm. Kříží se zde dálnice A 9 s dálnici A 93.

## Poloha
Dálniční křižovatka se nachází na území městyse Wolnzach. V okolí se nachází ještě okresní město Pfaffenhofen an der Ilm, obec Schweitenkirchen a obec Rohrbach. Křižovatka se nachází v Dolnobavorské pahorkatině východně od řeky Ilm.
Nejbližší větší města jsou Ingolstadt (asi 25 km po dálnici A 9 na sever), Mnichov (asi 50 km po dálnici A 9 na jih) a Řezno (asi 70 km po dálnici A 93 na severovýchod).

## Popis
Autobahndreieck Holledau je mimoúrovňová křižovatka dálnice A 9 procházející severo-jižním směrem (Berlín - Lipsko - Norimberk - Mnichov) a dálnice A 93 procházející severo-jižním směrem (Hof - Řezno - Kufstein). Současně po ní prochází i evropská silnice E45. Na dálnici A 9 je označena jako sjezd 65 a na dálnici A 93 je označena jako sjezd 55.
Autobahndreieck Holledau je tříramenná mimoúrovňová křižovatka provedená jako nedokončený čtyřlístkový typ v provizorní napravo vyvedené trubkovité variantě.

## Historie výstavby
První úvahy o dálniční křižovatce Holledau vzešly již ve 30. letech 20. století, tedy v době, kdy se tvořila síť německých říšských dálnic. Zpočátku se na ní měl od hlavního dálničního tahu Mnichov - Norimberk - Berlín oddělovat dálniční tah na Řezno, měla tedy mít podobu tříramenné dálniční křižovatky. Avšak od roku 1938 bylo plánováno, že bude mít podobu čtyřlístkové čtyřramenné dálniční křižovatky, neboť dálniční tah od Řezna na ní nově neměl končit, nýbrž měl pokračovat jihozápadním směrem k Augsburgu. Výstavba dálniční křižovatky byla zahájena v roce 1938 spolu s výstavbou dálničního tahu na Řezno v úseku od dálniční křižovatky po obec Elsendorf. V roce 1940 však byla výstavba přerušena.
Na začátku 50. let 20. století byla výstavba obnovena a v roce 1954 byla křižovatka spolu s úsekem dálnice po obec Elsendorf zprovozněna. Avšak, vzhledem k tomu, že v době zprovoznění chyběl poslední úsek dálnice navazující na křižovatku, a to dálniční úsek směrem na Augsburg, tak byly zprovozněny pouze rampy ve směru / ze směru na Řezno. U zbývajících ramp (ve směru / ze směru na Augsburg) byly provedeny potřebné zemní práce, aby při dostavbě navazujícícho dálničního úseku na Augsburg stačilo položit vozovku (příprava na zbývající rampy je v terénu dobře viditelná). Tak získala dálniční křižovatka svůj vzhled neúplné čtyřlístkové mimoúrovňové křižovatky.
V 80. letech 20. století došlo k revizi plánů dálniční výstavby, které měly na dálniční křižovatku Holledau dopad. Bylo totiž upuštěno od dostavby navazujícího úseku od křižovatky směrem na Augsburg, což pro samotnou křižovatku znamenalo, že už se nepočítá s její dostavbou. Avšak, rostoucí intenzity dopravy mezi Ingolstadtem a Augsburgem si vynucují dílčí úpravy komunikací a jejich zkapacitňování. Není tudíž vyloučeno, že dálniční úsek od křižovatky po Augsburg bude opět do plánu výstavby dálnic zanesen a že dálniční křižovatka bude dostavěna do úplné podoby.

## Dopravní zatížení
V průměru projede křižovatkou přibližně 80 000 vozidel denně.